# Mocidade Alegre de São Mateus
Grêmio Recreativo Escola de Samba Mocidade Alegre (Juiz de Fora - MG) é uma escola de samba da cidade de Juiz de Fora, no estado brasileiro de Minas Gerais.

## História
A escola, criada em 2002, e que começou a desfilar oficialmente em 2003, se considera sucessora da antiga Mocidade Independente de São Mateus.
Em 2010, foi campeã do grupo de acesso do carnaval juizforano, com o enredo De Médico e Louco... Todo Mundo tem um Pouco.

## Segmentos

### Presidentes
| Nome                   | Mandato     | Ref.                |
| ---------------------- | ----------- | ------------------- |
| Francisco Leopoldo     | 2002 - 2013 | [ 1 ]               |
| Marcos Tadeu Soares    | 2013-2016   | [carece de fontes?] |
| Carlos Henrique Araújo | 2016-Atual  |                     |

### Diretores
| Ano  | Diretor de Carnaval    | Diretor geral de harmonia | Mestre de bateria                      | Ref.                |
| ---- | ---------------------- | ------------------------- | -------------------------------------- | ------------------- |
| 2013 | Carlos Henrique Araujo | Carlos Henrique Araújo    | Rony Kiffer, Batista e Eduardo Salvino | [ 1 ]               |
| 2016 | Carlos Henrique Araujo | Carlos Henrique Araújo    | Batista                                | [carece de fontes?] |
| 2017 | Guilherme castilho     | Guilherme Castilho        | Batista, Todynho                       |                     |

### Casal de Mestre-sala e Porta-bandeira
| Ano  | Nome                           | Ref.                |
| ---- | ------------------------------ | ------------------- |
| 2013 | Maicon e Jéssica               | [ 1 ]               |
| 2016 | Douglas Rosa e Paola Fernandes | [carece de fontes?] |
| 2017 | Douglas Rosa e Paola Fernandes |                     |

### Rainhas de bateria
| Período | Rainha          | Madrinha | Ref.                |
| ------- | --------------- | -------- | ------------------- |
| 2015    | Elessandra Lima |          |                     |
| 2016    | Elessandra Lima |          | [carece de fontes?] |
| 2017    | Elessandra Lima |          |                     |

## Carnavais
| Ano  | Colocação   | Grupo     | Enredo | Carnavalesco          | Intérprete                                      | Ref.                |
| ---- | ----------- | --------- | --- | --------------------- | ----------------------------------------------- | ------------------- |
| 2003 |             | Avaliação | Tributo aos Mamonas Assassinas                                                                                             |                       |                                                 |                     |
| 2004 |             | B         | Um Dia De Feira Na Avenida Chamada Brasil                                                                                  |                       |                                                 | [ 4 ]               |
| 2005 |             | Avaliação | A vida e a obra do Mestre Antônio Francisco Lisboa - O Aleijadinho                                                         |                       |                                                 | [ 5 ]               |
| 2006 | Campeã      | Avaliação | As Viagens da Bola em Busca da Sexta Estrela                                                                               |                       |                                                 | [ 6 ] [ 7 ]         |
| 2007 | 4º lugar    | B         | Banda Daki – Aqui todo mundo se diverte. “Um mosaico da alegria, patrimônio cultural da folia                              |                       |                                                 | [ 8 ] [ 9 ] [ 10 ]  |
| 2008 | Vice-campeã | B         | Façanhas e devaneios da família imperial                                                                                   |                       |                                                 | [ 11 ] [ 12 ]       |
| 2009 | 3º lugar    | B         | Se meu fusca falasse: Das terras alemãs ao país do carnaval, um caso de amor, uma paixão nacional"                         |                       |                                                 | [ 13 ]              |
| 2010 | Campeã      | B         | De Médico e Louco... Todo Mundo tem um Pouco                                                                               | Marcos Conegundes     | Márcio Moreno e Marquinhos Semente              | [ 2 ] [ 14 ] [ 15 ] |
| 2011 | Campeã      | A         | Quem é Você...No Palco da Folia Exaltamos as Máscaras Que Nos Proporcionam Alegria                                         | Marcos Conegundes     | Márcio Moreno e Silas                           | [ 16 ] [ 17 ]       |
| 2012 | 5º lugar    | A         | Se as flores pudessem eleger uma rainha, esta só poderia ser a rosa.                                                       | Marcos Conegundes     | Márcio Moreno e Silas                           | [ 18 ] [ 19 ]       |
| 2013 | 5º lugar    | A         | Porque sois medrosos, ainda não tens fé?                                                                                   | Comissão de Carnaval  | Márcio Moreno e Silas                           | [ 1 ] [ 20 ]        |
| 2014 | 5º lugar    | A         | Rio, Cidade de Encantos Mil: berço do samba e futebol do meu Brasil                                                        | Comissão de Carnaval  | Atila e Silas                                   | [ 21 ]              |
| 2015 | Campeã      | B         | A Família Mariano Procópio Cai no Samba e Se Encanta Com Sua Própria História                                              | Comisssão de Carnaval | Felipe Abrahão e Silas                          |                     |
| 2016 |             |           | NÃO HOUVE DESFILE OFICIAL                                                                                                  |                       |                                                 |                     |
| 2017 | 2º lugar    | A         | Exaltação ao Rio São Francisco                                                                                             | Comissão de Carnaval  | Zezé do Pandeiro, Débora Almada, Edynel e Silas |                     |
| 2018 |             | Especial  | Para sermos fortes como ferro deu muito trabalho. Do nosso chão nasceu o samba e o minério, que hoje se transforma em aço. | Rafael Zampa          |                                                 |                     |
| 2024 | Campeã      | Acesso    | Negra Travessia, a Mocidade Canta a história que não foi contada                                                           |                       |                                                 |                     |